# Vi behöver varann (1944)
Vi behöver varann är en svensk dramafilm från 1944 i regi av Hampe Faustman.

## Handling
Den gamla kooperatören Malm sitter och berättar för ungdomar om hur kooperationen uppstod i Rochdale i England för 100 år sen och pionjärernas kamp. Samtidigt visas återblickar i bild.

## Om filmen
Filmen premiärvisades 20 september 1944 på China i Stockholm. Inspelningen skedde med ateljéfilmning vid Sandrew-ateljéerna i Stockholm med exteriörer från bland annat Stadshagen, Djurgården och Gamla stan. Filmen spelades in på uppdrag av Kooperativa Förbundet för att fira kooperationens födelse 1844 i Rochdale i England. Publiken till filmen behövde inte betala biljetterna eftersom den visades gratis.

## Roller i urval
- Ludde Gentzel - Malm, nutida kooperatör/berättare
- Sture Baude - brukspatron
- Carl Ström - smeden Trotsig
- Ingrid Borthen - Elsa Trotsig, hans dotter
- Erik "Hampe" Faustman - Malms far som ung
- Harry Ahlin - smeden Handske
- Georg Funkquist - Phoebus, industripamp
- Anders Ek - svensk kooperatör hos Phoebus
- Arne Nyberg - Martin Sundell, kooperatör
- Siv Thulin - Mary, servitris på Folkets Hus Café
- Kolbjörn Knudsen - en arbetare i Konsumbutiken
- Sven Lindberg - unge patron
- David Erikson - föreståndaren i Konsumbutiken
- Georg Skarstedt - en brukssmed på begravningsvagnen

## Andra betydelser
Den amerikanska filmen Meet John Doe från 1941, regisserad av Frank Capra, fick i Sverige också titeln Vi behöver varann.